# Paul Oulmont
Paul Oulmont, né le 21 avril 1849 à Épinal, mort le 3 novembre 1917 à Paris, est un docteur en médecine et un collectionneur français.

## Biographie
Fils de Charles Oulmont (1819-1875) et de Mathilde Lehmann (1827-1908), couple de commerçants spinaliens, il est le neveu du Dr Nathan Oulmont. 
Sans enfant de son mariage en 1878 avec Louise Julie Emerique, il lègue son importante collection de dessins et d'œuvres d'art des XVIIe, XVIIIe et XIXe siècles à la ville d'Épinal. Cette collection, constituée avec l'aide de son neveu Charles Oulmont (1883-1984), est déposée au musée départemental d'Épinal.
Il effectue toute sa carrière à Paris où il est notamment médecin-chef à l'hospice de la Charité puis à l'hôpital Beaujon.
Une salle de malades aigus de l'hôpital Bichat porte le nom de Paul Oulmont depuis 1931. Une rue de sa ville natale porte également son nom.

## Publications
- Étude clinique sur l'athétose, Paris, 1878 (thèse de médecine)
- Thérapeutique des névroses , Paris, O. Doin, 1894, réédition en 1901
- L'Obésité, symptomatologique et étiologique, anatomie et physiologie pathologique, Paris, O. Doin, 1907, (en collaboration avec le docteur Félix Ramond)